# Rabidosa rabida
Rabidosa rabida là một loài nhện trong họ Lycosidae, chi Rabidosa.